# Roppongi (métro de Tokyo)
Roppongi (六本木駅, Roppongi-eki) est une station du métro de Tokyo sur les lignes Hibiya et Ōedo dans l'arrondissement de Minato à Tokyo. Elle est exploitée conjointement par le Tokyo Metro et le Bureau des Transports de la Métropole de Tokyo (Toei).

## Situation sur le réseau
Roppongi est située au point kilométrique (PK) 4,2 de la ligne Hibiya, entre les stations Hiroo et Kamiyachō. Elle est également située au PK 23,2 de la ligne Ōedo, entre les stations Azabu-Jūban et Aoyama-itchōme.
Elle est la station de métro la plus profonde du Japon et se trouve à une profondeur de 42,3 mètres.

## Histoire
La station a été inaugurée le 25 mars 1964 sur la ligne Hibiya. La ligne Ōedo y arrive le 12 décembre 2000.

## Services aux voyageurs

### Accès et accueil
La station est ouverte tous les jours.
En moyenne en 2015, 132 935 voyageurs ont fréquenté quotidiennement la station côté Tokyo Metro et 102 131 voyageurs côté Toei.

### Desserte
- H Ligne Hibiya :
  - voie 1 : direction Naka-Meguro
  - voie 2 : direction Kita-Senju (interconnexion avec la ligne Tōbu Skytree pour Kuki et Minami-Kurihashi)
- E Ligne Ōedo :
  - voie 1 : direction Ryōgoku
  - voie 2 : direction Tochōmae

## A proximité
- Roppongi
- Roppongi Hills Mori Tower